# Coppia di Jack
Coppia di Jack (Draw!) è un film per la televisione del 1984 diretto da Steven Hilliard Stern. Il film è conosciuto in Italia anche con il titolo Lo sceriffo e il bandito.
È una commedia western statunitense con Kirk Douglas, James Coburn e Alexandra Bastedo.

## Produzione
Il film, diretto da Steven Hilliard Stern su una sceneggiatura di Stanley Mann, fu prodotto da Ronald I. Cohen per Home Box Office  tramite la Astral Film Production, la Holster Productions e la Bryna Company e girato a Drumheller e a Edmonton in Canada dal 16 agosto al 19 settembre 1983 con un budget stimato in 4.200.000 dollari.

## Distribuzione
Il film fu trasmesso negli Stati Uniti il 15 luglio 1984 con il titolo Draw! sulla rete televisiva HBO. È stato poi distribuito negli Stati Uniti in VHS nel 1984 dalla Media Home Entertainment.
Alcune delle uscite internazionali sono state:
- in Norvegia il 30 marzo 1985 (Klar med skyter'n)
- in Ungheria il 7 gennaio 1988 (Pisztolyhősök)
- in Canada (Draw!)
- in Spagna (Desenfunda)
- in Svezia (Duellen i Bell City)
- in Portogallo (Duelo de Amigos)
- in Finlandia (Kaksintaistelu)
- in Francia (Le duel des héros)
- in Polonia (Wyciagnij bron)
- in Germania Ovest (Zwei Schlitzohren rechnen ab)
- in Italia (Coppia di Jack)